# Qiu Xiaolong
Qiu Xiaolong, (Cinese semplificato 裘小龙; pinyin: Qiú Xiǎolóng) (Shanghai, 1953), è uno scrittore, poeta, traduttore saggista cinese di lingua inglese.
Originario di Shanghai, dove ha vissuto nella prima parte della sua vita, si trasferì negli Stati Uniti nel 1988, come studente straniero, per lavorare ad un libro su T. S. Eliot. A seguito degli eventi che culminarono con la repressione di piazza Tian’an Men, 1989, venne bollato come nemico del governo e costretto a rimanere negli Stati Uniti, per evitare ripercussioni.
La sua fama è legata ai romanzi di generi polizieschi/gialli/mystery ambientati nella sua città natale, Shanghai, raccolti in una serie che porta il nome del suo protagonista, l'ispettore Chen. Uomo dalla solida formazione morale, amante della poesia, Chen si muove in una Shanghai che riflette il tumultuoso e rapido cambiamento che la Cina sta vivendo dagli inizi degli Anni '90. 
Interamente tradotti in italiano e pubblicati dalla casa editrice Marsilio, i romanzi di Qiu Xiaolong hanno suscitato l’entusiasmo di critica e pubblico, facendogli vincere, nel 2001, il prestigioso Anthony Award, come miglior esordio, con il suo romanzo La misteriosa morte della compagna Guan.

## Biografia

### Gli anni in Cina
Autore eclettico, poeta e traduttore, Qiu Xiaolong nasce a Shanghai nel 1953, restando segnato dal decennio della Rivoluzione culturale. Il padre, proprietario di una piccola azienda di profumi divenuta, de facto, statale con la nazionalizzazione delle industrie, durante gli anni '50, viene bollato “nemico di classe” e costretto a fare pubblica ammenda, con conseguente richiesta di perdono, davanti a un pubblico di guardie rosse.
La madre, a seguito del sequestro dei beni posseduti dalla famiglia, subisce un forte crollo nervoso, da cui non si riprenderà mai. Il primo approccio alla scrittura di Qiu Xiaolong consiste nella stesura di una confessione di colpevolezza del padre, obbligato a "pentirsi" delle sue trascorse attività capitalistiche, in cambio di un intervento chirurgico alla retina.
La prima dichiarazione, redatta dal padre, non venne ritenuta sufficiente, ma fortunatamente quella di Qiu, caratterizzata da un linguaggio melodrammatico, valse a questi la definitiva assoluzione. Lo scrittore così commenterà l'episodio: “è stata la prima volta in cui ho guadagnato fiducia nella mia scrittura.” Durante la sua adolescenza, nel pieno della Rivoluzione culturale, Qiu viene esentato dall'obbligo di trasferirsi nelle campagne, per la “rieducazione” (obbligo imposto a tutti i giovani cinesi di città) perché affetto da bronchite cronica. 
Ha quindi la possibilità di dedicarsi appieno alla lettura e alla pratica del taiji, e di avvicinarsi alla letteratura in lingua inglese, che riuscirà a padroneggiare, una volta conclusa la Rivoluzione e con la morte di Mao, nel '76. Dopo essersi iscritto alla Easter China Normal University di Shanghai, si trasferisce a Pechino, alla Chinese Academy of Social Sciences dove si laurea. In questo periodo inizia a scrivere poesie e a tradurre poeti come T. S. Eliot, le cui opere erano giunte in Cina a seguito della riapertura dei rapporti con l’Occidente.

### L'arrivo negli Stati Uniti
Grazie a un programma di scambio offerto dalla Ford Foundation, nel 1988 Qiu giunge a Saint Louis, Missouri, con lo scopo di approfondire lo studio dell'opera di T.S. Eliot, immergendosi completamente nella sua città natale e frequentando l'università fondata dal nonno, la Washington University. 
Il programma di soggiorno temporaneo a fini di studio, subisce un'improvvisa ridefinizione, a seguito delle ripercussioni che la rivolta di Tian’an Men imprime alla vita dello scrittore cinese: il 4 luglio '89, in occasione dell'omonima festività americana, Qiu affitta un chiosco per la vendita di involtini primavera, vicino al fiume St. Louis, con l'intenzione di devolvere il ricavato a sostegno degli studenti cinesi che stavano protestando a Tian'an Men. Nonostante eviti di esporsi, viene ripreso da un'emittente televisiva e la sua attività diviene nota. 
A seguito delle minacce, da parte della polizia, ricevute dalla sorella, in Cina e dell'annullamento dell'accordo di pubblicazione di un suo libro di poesie in madrepatria, Qiu decide di rimanere negli Stati Uniti, dove fa arrivare la moglie e inizia a scrivere esclusivamente in inglese.  Nel 1995 ottiene il dottorato presso la Washington University e decide di raccontare i cambiamenti in atto in Cina attraverso dei romanzi.
Oggi Qiu vive a St. Louis con la moglie e la figlia Julia. Con la saga dell'Ispettore Chen ha pubblicato oltre una decina di romanzi in lingua Inglese, tradotti anche in 19 lingue tra cui svedese, giapponese, ebraico, italiano; ha venduto più di 2 milioni di copie, in tutto il mondo. Ha anche continuato a dedicarsi alla poesia pubblicando, nel 2003, la raccolta Lines around China e traducendo una collezione bilingue, inglese - cinese, dal titolo Treasury of Chinese Love Poems.

## Carriera letteraria
(Qiu Xiaolong, Chinese Puzzle, intervista di Eddie Silva, 2000)

### Gli inizi
Qiu Xiaolong si appassiona alla letteratura sin dall'adolescenza, dedicando le sue prime letture ai romanzi gialli e le detective stories. Si avvicina a questo genere nelle traduzioni in cinese, facendo attenzione a non venire scoperto perché, durante gli anni della Rivoluzione culturale, anche "Sherlock Holmes poteva metterti nei guai". Tra gli autori che hanno influito sulla sua formazione letteraria, lo scrittore cita gli svedesi Maj Sjowall e Per Wahloo, che lo colpirono per il realismo dell'antieroe - l’ispettore Martin Beck - protagonista dei loro gialli.
Parallelamente Qiu coltiva la sua passione, anch'essa precoce, per la poesia: dapprima con le raccolte di poesie Tang dell'autore Li Shangyin, per poi passare ai poeti cinesi contemporanei, durante la Rivoluzione Culturale. Mettersi a confronto con la difficoltà della poesia Tang, fortemente elusiva ed evocativa, ha avuto, secondo Qiu stesso, il vantaggio di fortificare il suo spirito creativo e interpretativo. Nel 1978 egli inizia a scrivere poesie mentre studia sotto la guida del poeta Bian Zhilin. Da studente scrive poesie, articoli accademici e traduce in cinese opere del poeta modernista T. S. Eliot, come The Waste Land e The Love Song of J. Alfred Prufrock. Pur entrando in contatto con poeti romantici come Keats, Shelley e Byron, sarà soprattutto la "teoria impersonale" di T. S. Eliot ad avere l'influenza più importante sia nella sua produzione poetica che in quella in prosa. Questi, in opposizione alla tradizione romantica, sostiene la necessità di bandire le emozioni personali, la soggettività del poeta dalla sua opera, a favore dei personaggi, ai quali assegna il ruolo di figure archetipe della società e del mondo circostante. È a questo stesso modello che sembra ispirarsi la produzione in prosa di Qiu Xiaolong: l'ispettore Chen, protagonista dei suoi romanzi, condivide dei tratti comuni con l'autore, ad esempio la passione per la letteratura, la poesia e la cucina, ma non si identifica con lui; vi è una tensione continua fra gli spunti autobiografici e l'intento dell'autore di mantenere il distacco dal suo personaggio e di rappresentare la società nel suo complesso.

### La produzione in lingua inglese
Con la decisione di rimanere negli Stati Uniti a seguito degli eventi del 1989, per Qiu pubblicare in Cina risulta un'impresa difficile; per questo sceglie adottare la lingua inglese come lingua di scrittura. Nel 1995, concluso il dottorato, torna in Cina dopo un lungo periodo di assenza e rimane stupito dai cambiamenti sociali in atto nel suo Paese, primo fra tutti l'ascesa della mentalità capitalista e il declino del socialismo, la scomparsa della "vecchia" Cina e l'arrivo, improvviso e destabilizzante, della modernità. Tornato negli Stati Uniti egli tenta di esprimere il suo stupore con un lungo poema intitolato Don Quixote in China (Don Chisciotte in Cina), senza però ottenere un risultato soddisfacente. Decide allora di abbandonare gli schemi liberi della poesia per abbracciare quelli più rigidi del romanzo, motivando tale scelta sulla base di due convinzioni: lo schema fisso del romanzo, in particolare del "giallo" - omicidio, indagine e risoluzione del caso - per uno alle prime armi come lui, intenzionato a utilizzare una lingua diversa da quella materna, può consentirgli una maggiore facilità di scrittura; il romanzo è a suo parere la forma migliore per descrivere i cambiamenti epocali in atto nel suo paese, "quest'epoca al contempo migliore e peggiore".
Nasce così l'ispettore Chen Cao, un poliziotto di Shanghai che ha studiato letteratura inglese ed è un poeta e traduttore, e con lui nasce un prodotto nuovo nel genere Crime Story del panorama occidentale. Nelle opere di Qiu, l'ispettore Chen sfrutta sapientemente la sua doppia natura di poliziotto-letterato, accoppiando le sue capacità logiche con la conoscenza della natura umana, derivata dai suoi studi classici sulla poesia cinese e sulla letteratura inglese. Egli si serve della poesia e della critica letteraria per risolvere i crimini, gli omicidi, combinando il metodo logico e critico occidentale delle indagini con elementi tradizionali della cultura cinese come buddismo e confucianesimo.
Il risultato di questa influenza reciproca tra prosa e poesia, tra elementi autoctoni tradizionali cinesi e metodologie razionali occidentali d'indagine, ha permesso a Qiu di dare vitalità e complessità al suo protagonista, di esplorare da punti di vista differenti la vicenda narrata e di reinterpretare in chiave moderna una delle figure più comuni della letteratura classica cinese: quella del funzionario di governo, esempio di moralità e di autoformazione grazie allo studio letterario e filosofico.
Nella storia della letteratura cinese la cosa più vicina al genere poliziesco, come definito nell'ottica occidentale, erano i cosiddetti 公安 gong’an, ovvero casi giudiziari romanzati incentrati non tanto sulla risoluzione del caso attraverso un’indagine, ma sulle difficoltà del magistrato onesto ad applicare la legge in una società in cui la corruzione e i soprusi erano all’ordine del giorno. È per questo che Qiu può essere considerato uno dei principali fondatori del nuovo giallo cinese.

## La Cina di Qiu

### Shanghai e l'ispettore Chen
Qiu Xiaolong nasce e muove i primi passi in un periodo storico, economico e sociale piuttosto burrascoso per la Cina e l’ispettore Chen ne riflette la complessità. Nato e cresciuto a Shanghai e trasferitosi negli Stati Uniti alla fine degli anni Ottanta, Qiu Xiaolong nonostante la lontananza dal suo paese natio e l'uso della lingua inglese nella sua produzione letteraria, mantiene un rapporto stretto con la città che fa da sfondo e da co-protagonista dei suoi romanzi. Oltre a fornirgli un background, un’ambientazione a lui familiare, Shangai offre a Qiu la possibilità di esplorare prospettive diverse e di riuscire a coglierne le contraddizioni. E' stata una delle prime città ad inizio Novecento ad aprirsi all’esterno e ciò l'ha resa un crogiolo di culture diverse, un melting pot tra Occidente ed Oriente, il paradigma delle contraddizioni e dei cambiamenti che attraversano la Cina. L’ispettore Chen diventa la lente d’ingrandimento con cui Qiu riesce a portare a compimento questo processo, ma allo stesso tempo il rapido sviluppo della città lo destabilizza e gli provoca sentimenti contrastanti.
Nei romanzi di Qiu compare sempre sullo sfondo il percorso storico, economico e socio-politico attraversato dalla Cina, il cui apice è rappresentato dalla Rivoluzione Culturale. Egli non si limita a costruire una storia indirizzata alla ricerca del colpevole, ma esplora le circostanze storiche, economiche e sociali in cui è maturato un certo evento, dà un contesto al romanzo. La storia della Cina comunista è sempre presente: ne La misteriosa morte della compagna Guan e Quando il Rosso è Nero si palesano le tragiche conseguenze della Rivoluzione Culturale; ne La ragazza che danzava per Mao, Qiu analizza la piaga della corruzione a livello amministrativo; ne Le Lacrime del Lago Tai, il problema dell’inquinamento. 
L’ispettore Chen si muove nel mondo corrotto della burocrazia di cui ne è parte, cercando di smascherarlo, ma allo stesso tempo, pur condannandone i mezzi, egli accetta dei compromessi per poter andare avanti. Si fa scrupoli morali, si sforza sempre di fare un buon lavoro come poliziotto, ma è consapevole di quanto gli è concesso fare nel contesto in cui è inserito. Insomma l'ispettore Chen, il protagonista dei romanzi di Qiu, rappresenta una metafora della società cinese.

### La censura e il doppio punto di vista
Le critiche alla corruzione e alle contraddizioni interne alla società cinese non sono una prerogativa dei romanzi di Qiu. Negli ultimi decenni, grazie all'uso di Internet, è aumentato il fenomeno dei microblog che denunciano esempi di cattiva amministrazione, mostrando come i cambiamenti avvenuti a livello economico non abbiano portato a mutamenti della situazione politica, alla centralità assegnata dal governo agli interessi del Partito.
Questo clima ha condotto la macchina statale della censura ad entrare in azione pesantemente verso tutti coloro che pubblicano online contenuti ritenuti "sensibili" e pericolosi per lo status quo dell'apparato governativo. Oltre ad essere una macchina pervasiva, la censura è anche estremamente frustrante: sebbene in alcuni casi sia facile individuare quali argomenti siano considerati sensibili - ogni riferimento a politica, sesso, droga, Tibet, Taiwan o anche alla Rivoluzione Culturale, viene automaticamente eliminato - non esistono confini netti tra ciò che è lecito scrivere, documentare e riportare, e ciò che non lo è. Questa situazione, causa di incertezza per gli scrittori che non possono prevedere quali argomenti saranno tollerati oggi e censurati domani, ha favorito il diffondersi di un atteggiamento di autocensura: sono gli autori stessi a controllare più e più volte i loro testi prima di pubblicarli o proporli ad una casa editrice, perché qualsiasi accenno ad argomenti ritenuti illegali può causare la fine della loro carriera.
Nel contesto della censura operante in madrepatria, Qiu si trova in una posizione avvantaggiata nel suo intento di denuncia: in quanto espatriato, nel pubblicare in Occidente, egli non solo non si sottopone - come i colleghi in Cina - all'autocensura, ma ha anche possibilità di accedere a materiale introvabile, o difficilmente reperibile nel suo paese d'origine.Il doppio punto di vista che Qiu esprime nei suoi romanzi - quello di chi conosce profondamente la cultura e la storia del paese e dei personaggi narrati, in quanto nato e cresciuto in quel paese, e quello di chi guarda dall'esterno quella stessa realtà, perché vive altrove, nella condizione di espatriato - permette inoltre ai suoi romanzi di ottenere un alto grado di verosimiglianza, e di raggiungere un vasto e diversificato pubblico di lettori.
I primi tre romanzi di Qiu hanno subito delle modifiche prima di venire pubblicati in Cina. L'editore cinese cui Qiu aveva affidato le sue opere, nonostante avesse inizialmente garantito che esse sarebbero rimaste inalterate, a seguito di numerose pressioni ha proceduto ad effettuare cambiamenti e tagli. Shangai, ad esempio, è diventata la "Città di H", e privata di ogni riferimento che ne avrebbe reso evidente la sostituzione; alcuni personaggi, così come parti della storia, sono stati riscritti per risultare più vicini all'ideologia del Partito. Qiu, che per i primi tre romanzi aveva acconsentito, non senza risentimento, a questi cambiamenti, definiti "ridicoli, [tanto da] rendere il libro incoerente", ha rifiutato di sottostare a questa censura per i successivi, che rimangono inediti in lingua cinese.

## Ricezione
C'è un forte divario nell'accoglienza dei romanzi di Qiu tra l'Occidente e la Cina. Mentre nel primo caso i romanzi di Qiu Xiaolong sono stati accolti positivamente sia dalla critica che dai lettori, in Cina sono diventati oggetto di biasimo sia da parte della critica letteraria, che del pubblico. In madrepatria lo scrittore è ritenuto un portavoce di un'immagine distorta della Cina, frutto dell'immaginario "occidentale". Il paese descritto, poco conosciuto, a tratti esotico, pieno di stereotipi, non rappresenterebbe la visione odierna.
Qiu Xiaolong viene anche criticato per l'uso della poesia, non considerata tale dal pubblico cinese, e per la poca caratterizzazione dei personaggi secondari, primo fra tutti quello dell'ufficiale Catherine Rohn in "Visto per Shanghai".

## Opere principali

### SerieL'ispettore Chen Cao
1. 2000 - La misteriosa morte della compagna Guan (Death of a Red Heroine), Marsilio Editori, traduzione di Paola Vertuani, 2002 (ISBN 978-88-317-7989-0)
2. 2002 - Visto per Shanghai (A Loyal Character Dancer), Marsilio Editori, traduzione di Paola Vertuani, 2004 (ISBN 978-88-317-8304-0)
3. 2004 - Quando il rosso è nero (When Red Is Black), Marsilio Editori, traduzione di Fabio Zucchella, 2006 (ISBN 978-88-317-8972-1)
4. 2006 - Ratti rossi (A Case of Two Cities), Marsilio Editori, traduzione di Vittorio Curtoni, 2008 (ISBN 978-88-317-9455-8)
5. 2007 - Di seta e di sangue (Red Mandarin Dress), Marsilio Editori, traduzione di Fabio Zucchella, 2012 (ISBN 978-88-317-1188-3)
6. 2009 - La ragazza che danzava per Mao (The Mao Case), Marsilio Editori, traduzione di Fabio Zucchella, 2012 (ISBN 978-88-317-1174-6)
7. 2012 - Le lacrime del lago Tai (Don't Cry, Tai Lake), Marsilio Editori, traduzione di Fabio Zucchella, 2014 (ISBN 978-88-317-1861-5)
8. 2013 - Cyber China (Enigma of China), Marsilio Editori, traduzione di Fabio Zucchella, 2014 (ISBN 978-88-317-1842-4)
9. 2015 - Il principe rosso (Shanghai Redemption), Marsilio Editori, traduzione di Fabio Zucchella, 2016 (ISBN 978-88-317-2306-0)
10. 2016 - Il poliziotto di Shanghai (Becoming Inspector Chen), Marsilio Editori, traduzione di Fabio Zucchella, 2016 (ISBN 978-88-317-2697-9)
11. 2018 - L'ultimo respiro del drago (Hold your Breath, China), Marsilio Editori, traduzione di Fabio Zucchella, 2018 (ISBN 978-88-317-4328-0)
12. 2020 - Processo a Shanghai (Inspector Chen and Judge Dee), Marsilio Editori, traduzione di Fabio Zucchella, 2020 (ISBN 978-88-297-0937-3)
13. 2023 - Il dossier Wuhan (Love and Murder in the Time of Covid), Marsilio Editori, traduzione di Fabio Zucchella, 2023 (ISBN 978-88-297-1958-7)

### Altre opere
- 2010 - Il vicolo della Polvere Rossa (Years of Red Dust), Marsilio Editori, traduzione di Fabio Zucchella, 2013 (ISBN 978-88-317-3624-4)
- 2014 - Nuove storie dal Vicolo della Polvere Rossa (Years of Red Dust II), Marsilio Editori, traduzione di Fabio Zucchella, 2015 (ISBN 978-88-317-3945-0)
- 2014 - Le poesie dell'ispettore capo Chen (Poems of Inspector Chen), Marsilio Editori, traduzione di Fabio Zucchella, 2016 (esclusivo Kindle)
- 2021 - The Shadow of the Empire